# Som com Som
Som com Som va ser una de les principals entitats que lluitava pels drets del col·lectiu LGBT a Andorra. Fou fundada el 23 de juny de 2003 per Juli Fernández entre d'altres, essent la primera associació LGBT del país.
Arran de l'assassinat homòfob de Nuno, un jove homosexual de disset anys a Escaldes-Engordany, els fundadors van començar a organitzar-se. Ja a principis de setembre de 2002 es van començar a fer visibles amb un comunicat a la pàgina web Gayandorra protestant per la prohibició de donar sang pels que pertanyen al col·lectiu LGBT. Justament en el mateix dia de la fundació, es va organitzar la primera manifestació de l'orgull en tota la història andorrana.
Estava molt implicada en la política andorrana advocant pel matrimoni homosexual i lluitant contra la LGBTIfòbia. També va continuar duent a terme diferents activitats com xerrades educatives o campanyes informatives sobre el SIDA.
En 2011 l'associació es va donar la baixa, però dos anys després es va tornar a activar amb el lideratge de Carles Perea fins 2018, que es va dissoldre.